# Cyphoceratops furcatus
Cyphoceratops furcatus är en insektsart som beskrevs av Philip Reese Uhler 1901. Cyphoceratops furcatus ingår i släktet Cyphoceratops och familjen Tropiduchidae. Inga underarter finns listade i Catalogue of Life.